# Licitvadászok
A Licitvadászok (eredeti cím: Auction Hunters) 2010-ben indult amerikai valóságshowsorozat. A műsor két amerikai kereskedőt követ nyomon, akik különböző raktárházakat vásárolnak fel, az ott talált dolgokat pedig igyekeznek eladni. Az Amerikai Egyesült Államokban 2010. november 9-én mutatta be a Spike, a sikere miatt pedig berendelték a második évadot, 2011. júniusában pedig a harmadikat is. 2012. augusztusában a negyedik évadot is berendelték, ami Auction Hunters: Pawnshop Edition alcímmel indult el. Ebben az aukciók mellett fókuszba került még a műsorvezetők zálogháza, a Haff-Ton Pawn Shop is. 2014. április 11-én jelentették be, hogy berendelték a 20 részes ötödik évadot, majd 2015. április 8-án kiderült, hogy ezzel véget is ér a műsor, ezzel a csatorna leghosszabb ideig futó valóságshowjává vált.
A sorozatot Magyarországon a Discovery Channel mutatta be 2012. július 7-én.

## Cselekmény
A műsor Allen Lee Haffot és Clinton "Ton" Jonest követi nyomon, akik tapasztalatokkal rendelkeznek különböző tárgyakkal (köztük fegyverek) kapcsolatban. Haff ás Jones különféle raktárakciókon vesz részt Dél-Kaliforniában, de megfordultak már az Egyesült Államok több területén is. Az epizódok során a páros ilyen helyeken szerez raktárakat, az ott található dolgokat pedig felbecsülik és a legjövedelmezőbbnek tűnőket eladják szakértőknek és gyűjtőknek.

## Epizódok
| Évad | Évad | Részek száma | Részek száma | Eredeti sugárzás  | Eredeti sugárzás     | Eredeti adó | Magyar sugárzás    | Magyar sugárzás  | Magyar adó        |
| Évad | Évad | Részek száma | Részek száma | Évadbemutató      | Évadzáró             | Eredeti adó | Évadbemutató       | Évadzáró         | Magyar adó        |
| ---- | ---- | ------------ | ------------ | ----------------- | -------------------- | ----------- | ------------------ | ---------------- | ----------------- |
|      | 1.   | 8            | 8            | 2010. november 9. | 2010. december 21.   | Spike       | 2012. július 7.    | 2012. július 28. | Discovery Channel |
|      | 2.   | 27           | 27           | 2011. április 5.  | 2011. november 29.   | Spike       | 2012. augusztus 4. | n. a.            | Discovery Channel |
|      | 3.   | 26           | 26           | 2012. március 21. | 2012. szeptember 26. | Spike       | n. a.              | n. a.            | Discovery Channel |
|      | 4.   | 26           | 26           | 2013. január 30.  | 2014. március 29.    | Spike       | n. a.              | n. a.            | Discovery Channel |
|      | 5.   | 20           | 20           | 2014. október 11. | 2015. május 9.       | Spike       | 2015. február 11.  | n. a.            | Discovery Channel |